# Aeropuerto Internacional de Jerusalén

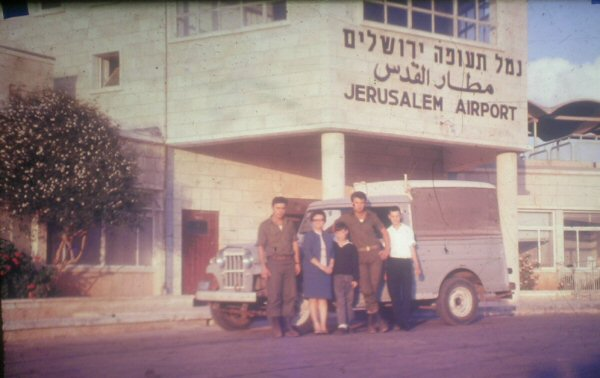
Aeropuerto Internacional de Jerusalén - 1969

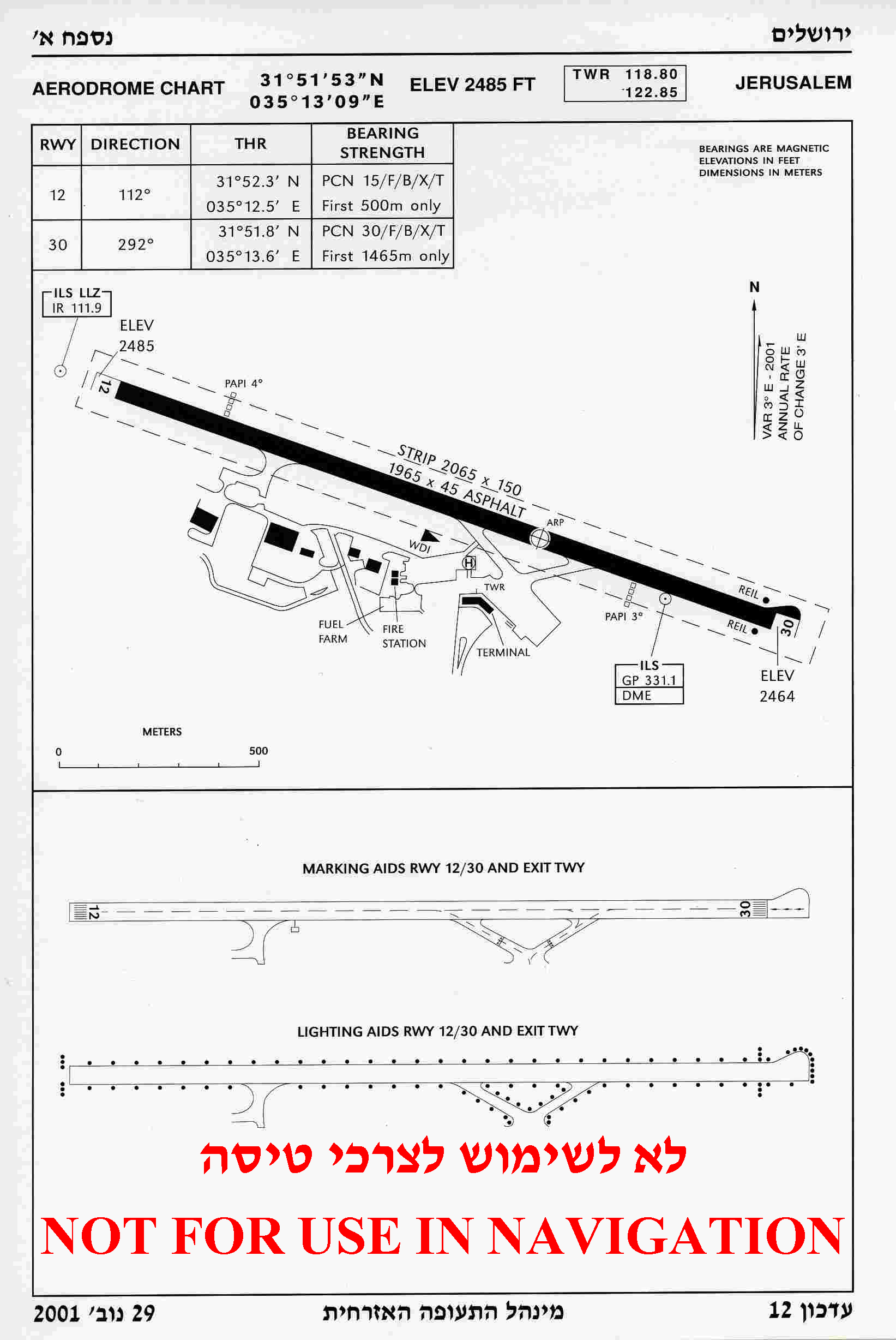

El Aeropuerto Internacional de Jerusalén (Aeropuerto de Atarot / Aeropuerto de Kalandia) es un pequeño aeropuerto situado entre Jerusalén y Ramala. Cuando fue inaugurado en el año 1920 fue el primer aeropuerto en el Mandato británico de Palestina. Se encuentra cerrado al tráfico civil desde el inicio de la Segunda Intifada en 2001.
Desde 1920 hasta 1930, el campo de aviación de Kalandia era el único aeropuerto en el Mandato Británico de Palestina. Fue utilizado por las autoridades militares británicas e invitados prominentes con destino a Jerusalén. En 1931, el gobierno expropió tierras obligatoria del pueblo judío de Atarot para ampliar la pista de aterrizaje, en el proceso se llevó a cabo la de demolición de viviendas y el desarraigo de huertos frutales. En 1936 se iniciaron vuelos regulares al aeropuerto. El pueblo de Atarot fue capturado y destruido por la Legión Árabe jordana durante el guerra árabe-israelí de 1948.
Desde 1948 hasta la Guerra de los Seis Días en junio de 1967, el aeropuerto estuvo bajo control jordano, designado  OJJR . Después de la Guerra de los Seis Días, el aeropuerto de Jerusalén fue incorporado en el término municipal de la ciudad de Jerusalén y fue designado  LLJR.

## Galería

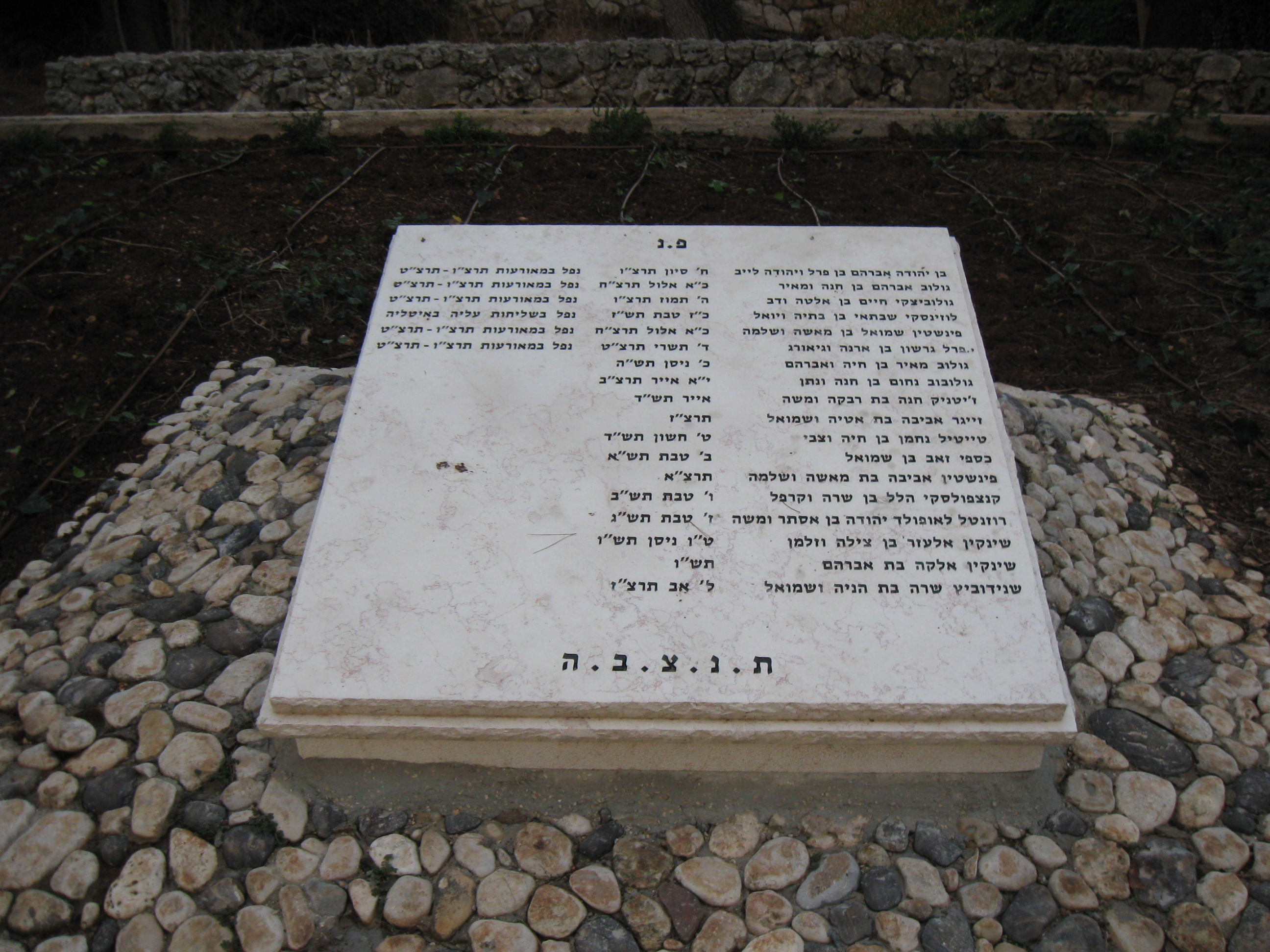
Аtarot cementerio cerca de la "Aeropuerto Internacional de Jerusalén"
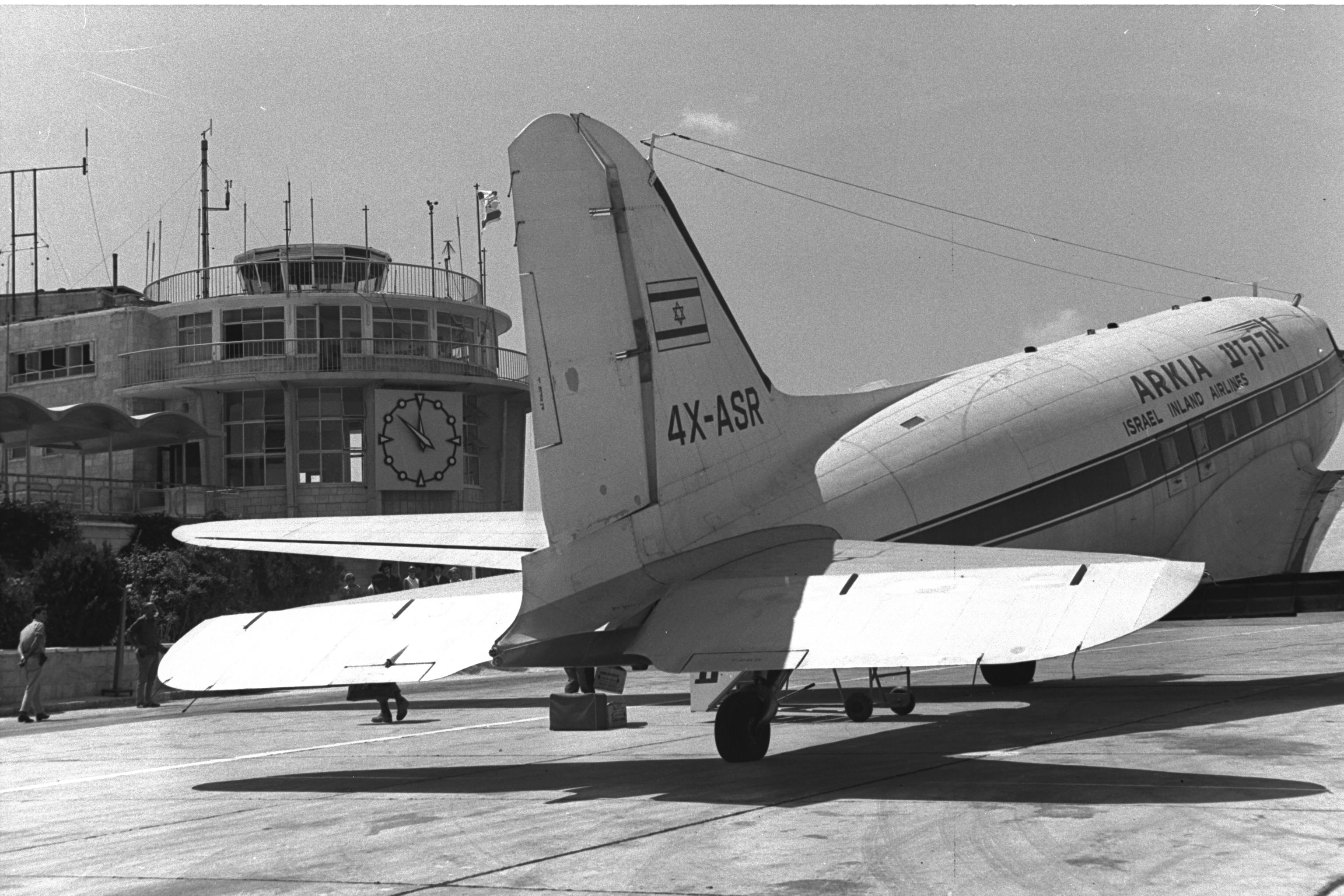
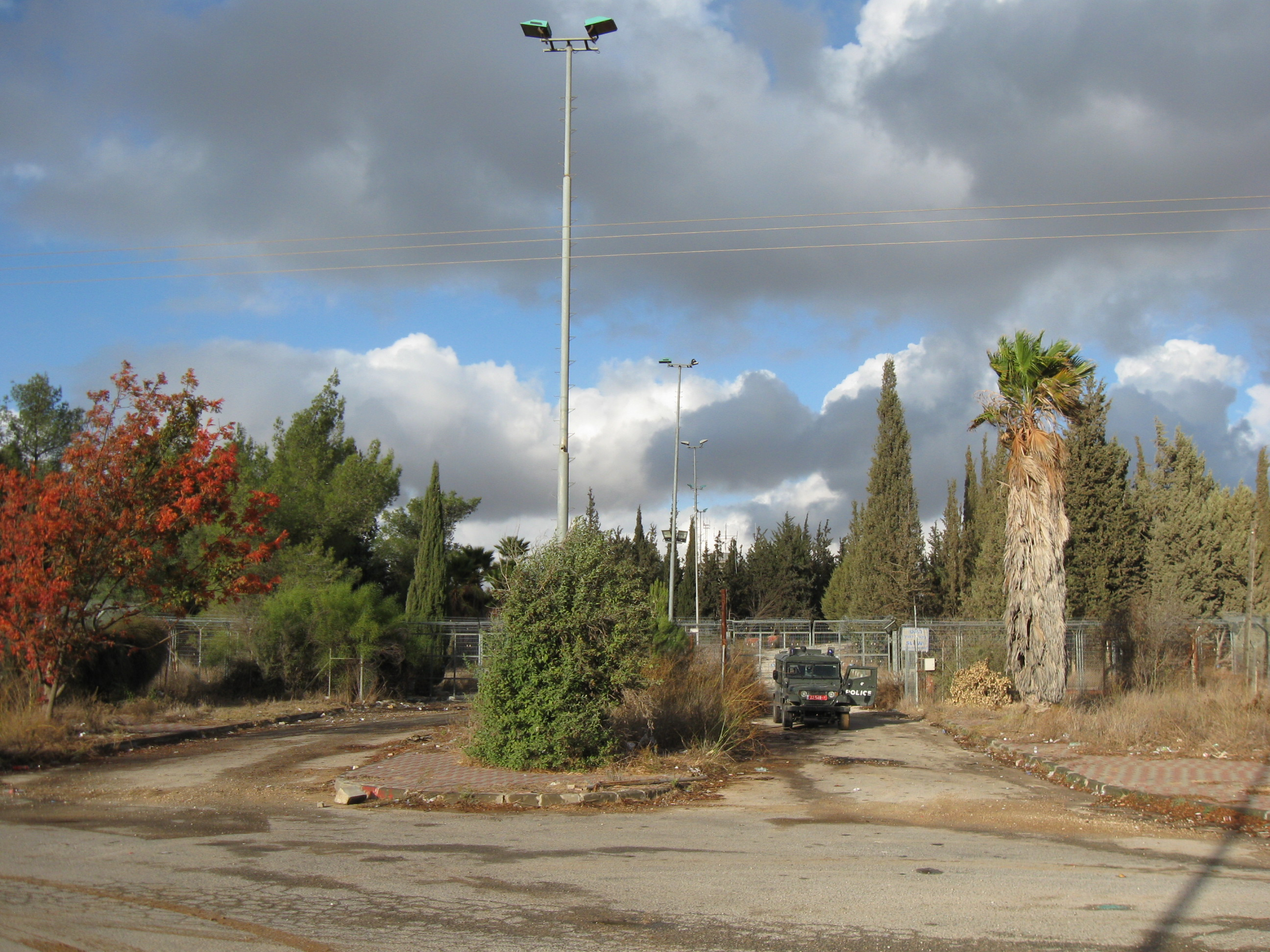